# كيفن وليامز (لاعب كرة قدم أمريكية)
كيفن وليامز (بالإنجليزية: Kevin Williams)‏ هو لاعب كرة قدم أمريكية أمريكي، ولد في 4 أغسطس 1975 في باين بلاف في الولايات المتحدة.

## وصلات خارجية
- كيفن وليامز على موقع مرجع كرة القدم المحترفة.كوم (الإنجليزية)
- كيفن وليامز على موقع كلية كرة القدم في سبورتس رفرنس.كوم (الإنجليزية)